# Enikő Elekes
Enikő Elekes (ur. 27 listopada 2004) – węgierska zapaśniczka walcząca w stylu wolnym. 
Piąta na mistrzostwach Europy w 2025. Druga na ME U-23 w 2025. Wygrała MŚ juniorów w 2023 i kadetów w 2021. Mistrzyni Europy juniorów w 2023 i 2024; druga w 2022. Pierwsza na ME kadetek w 2019 i 2021 roku.